# Echternach (planetoïde)
(12131) Echternach is een planetoïde, in september 2007 vernoemd naar de Nederlandse wetenschapspublicist en amateurastronoom Eddy Echternach (geb. 1961) uit Haren.
De planetoïde werd door Cornelis Johannes van Houten en Ingrid van Houten-Groeneveld ontdekt op opnamen op 24 september 1960 genomen door Tom Gehrels met de Palomar Schmidt telescoop in de VS. Ze is naar schatting ongeveer 4,7 km groot.
De baan van planetoïde Echternach ligt in de planetoïdengordel tussen de banen van Mars en Jupiter. Voordat ze het definitieve nummer (12131) en de naam Echternach kreeg, was ze bekend onder de Palomar-Leiden Survey aanduiding 2085 P-L en de voorlopige aanduiding 1998 KX62.